# Giovanni Urbani
Pour les articles homonymes, voir Urbani.
Giovanni Urbani (né le 26 mars 1900 à Venise, Italie, et mort le 17 septembre 1969 à Venise) est un cardinal italien de l'Église catholique du XXe siècle, nommé par le pape Jean XXIII.

## Biographie
Après son ordination Giovanni Urbani fait du travail apostolique dans l'Action catholique et est professeur au séminaire de Venise. 
Le pape Pie XII le nomme secrétaire de la commission épiscopale pour l'étude des statuts de l'Action catholique de l'Italie et pour la commission  pour la coordination des travaux catholiques. 
De 1946 jusqu'à 1955, il est secrétaire et conseiller national de la commission centrale de l'Action catholique de l'Italie. Il est nommé évêque titulaire d'Axomis (de) en 1946 et promu archevêque titulaire de Sardes (de) en 1948.
En 1955 il est transféré au diocèse de Vérone et en 1959 il est promu patriarche de Venise, comme successeur de Jean XXIII.
Le pape Jean XXIII le crée cardinal lors du consistoire du 15 décembre 1958. Il participe au conclave de 1963, lors duquel Paul VI est élu pape et assiste au IIe concile du Vatican de 1962 jusqu'à 1965. De 1966 jusqu'à 1969, il est président de la Conférence épiscopale italienne.
Mort en septembre 1969 d'un infarctus du myocarde, Giovanni Urbani est enterré dans la basilique Saint-Marc.

## Succession apostolique
Giovanni Urbani a ordonné les évêques suivants :
- Archevêque Lino Zanini (1959)
- Archevêque Alessandro Maria Gottardi (it) (1963)
- Évêque Agostino Ferrari Toniolo (it) (1967)
- Archevêque Pietro Cocolin (it) (1967)
- Archevêque Pierluigi Sartorelli (en) (1967)